# Elmendorf (Texas)
Elmendorf es una ciudad ubicada en el condado de Béxar en el estado estadounidense de Texas. En el Censo de 2010 tenía una población de 1.488 habitantes y una densidad poblacional de 127,56 personas por km².Fue fundada en 1885 y lleva el nombre de Henry Elmendorf, exalcalde de San Antonio y tejano alemán.

## Geografía
Elmendorf se encuentra ubicada en las coordenadas 29°15′10″N 98°18′48″O / 29.25278, -98.31333. Según la Oficina del Censo de los Estados Unidos, Elmendorf tiene una superficie total de 11.67 km², de la cual 11.6 km² corresponden a tierra firme y (0.53%) 0.06 km² es agua.

## Demografía
Según el censo de 2010, había 1.488 personas residiendo en Elmendorf. La densidad de población era de 127,56 hab./km². De los 1.488 habitantes, Elmendorf estaba compuesto por el 79.77% blancos, el 1.08% eran afroamericanos, el 1.34% eran amerindios, el 0.27% eran asiáticos, el 0% eran isleños del Pacífico, el 14.85% eran de otras razas y el 2.69% pertenecían a dos o más razas. Del total de la población el 64.65% eran hispanos o latinos de cualquier raza.